# Етеменанкі
Етемена́нкі (шум.: 𒂍𒋼𒀭𒆠, é.te.me.en.an.ki, також — é.temen.an.ki — «Наріжний камінь Неба та Землі») — зикурат, що розташовувався в давньому місті Вавилоні, присвячений Мардуку. Зараз від нього залишилися лише руїни, розташовані приблизно в 90 км на південь від Багдада, столиці Іраку.
Припускається, що Етеменанкі послугував натхненням для біблійної історії про Вавилонську вежу. Євреї бачили його, коли перебували у Вавилонському полоні. Також відомий як зикурат Есагіли.

## Спорудження
Час, коли Етеменанкі був початково споруджений, невідомий. Ендрю Р. Джордж каже, що Етеменанкі був споруджений колись між XIV і IX століттями до нашої ери. Він зазначає:
|  | Згадка про зикурат у Вавилоні в Епосі Творіння (Енума Еліш, VI 63) — вагоміший доказ, <…> бо середньоассирійський уривок із цієї поеми зберігся, щоб підтвердити давню теорію про те, що він існував уже в другому тисячолітті до н. е. Немає жодних підстав сумніватися, що той зикурат, описуваний як ziqqurrat apsî elite, тобто «верхній зикурат Апсу», був Етеменанкі. Оригінальний текст (англ.) [ The reference to a ziqqurrat at Babylon in the Creation Epic (Enûma Eliš· VI 63: George 1992: 301–2) is more solid evidence, ... for a Middle Assyrian piece of this poem survives to prove the long-held theory that it existed already in the second millennium BC. There is no reason to doubt that this ziqqurrat, described as ziqqurrat apsî elite, "the upper ziqqurrat of the Apsû", was E-temenanki.] Помилка: {{Lang}}: текст вже має курсивний шрифт (допомога) |

У 689 до н. е. Вавилон зруйнував цар Ассирії Сінаххеріб, який завляв про те, що він зруйнував і Етеменанкі. Відновлення міста зайняло 88 років. Його почав цар Асархаддон, продовжив цар Набопаласар, а завершив син останнього Навуходоносор II, який і відбудував Етеменанкі. Стверджується, що будівництво тривало 40 років. Центральною деталлю відновленого міста був храм Мардука (Есагіла), з яким був пов'язаний зикурат Етеменанкі. Відомо, що Навуходоносор II ще царевичем брав участь у будівництві зикурату і носив будівникам глину, вино, олію та прянощі.[джерело?] Він так описує верхній храм: «Етеменанкі, східчасту башту Вавилона, я змусив опорядити асфальтом і блакитною глазурованою цеглою, прекрасною, як день. Для перекриття його приміщень я використав величезну кількість могутніх кедрових стовбурів».
Феноллош та ін. відзначає, що «вавилонська вежа була споруджена не за один день, а радше була плодом складної історії кількох будувань, що йшли одне за одним, руйнувань і відбудувань. Її початок сягає часів правління Хаммурапі, а історія у вигляді неминучого повного руйнування продовжується до сьогодні». Під «вежею», про яку згадується в стародавніх джерелах, мається на увазі будова часів Нововавилонського царства.
Згідно з археологічними розкопками, довжина однієї сторони зикурата (в основі якого був квадрат) дорівнювала приблизно 91,5 м і такий самий в висоту. На вершині був розміщений храм Мардука — верховного божества Вавилону. Завдяки великим розмірам (24×22,5 м і в висоту 15 м). храм було видно здалеку. В середині знаходилось велетенське ложе (довжиною 4,5 м та 2 м) та трон Мардука. Окремі приміщення були призначені для інших богів вавилонського пантеону, а також для «старших» богів Ану та Енліля. Храм був прикрашений великими бичачими рогами з бронзи — символ божества.
Найдавніше зображення Етеменанкі збереглося на чорному камені з колекції норвезького бізнесмена Мартіна Шейена (зображення датоване 604–562 роками до н. е.).

## Галерея

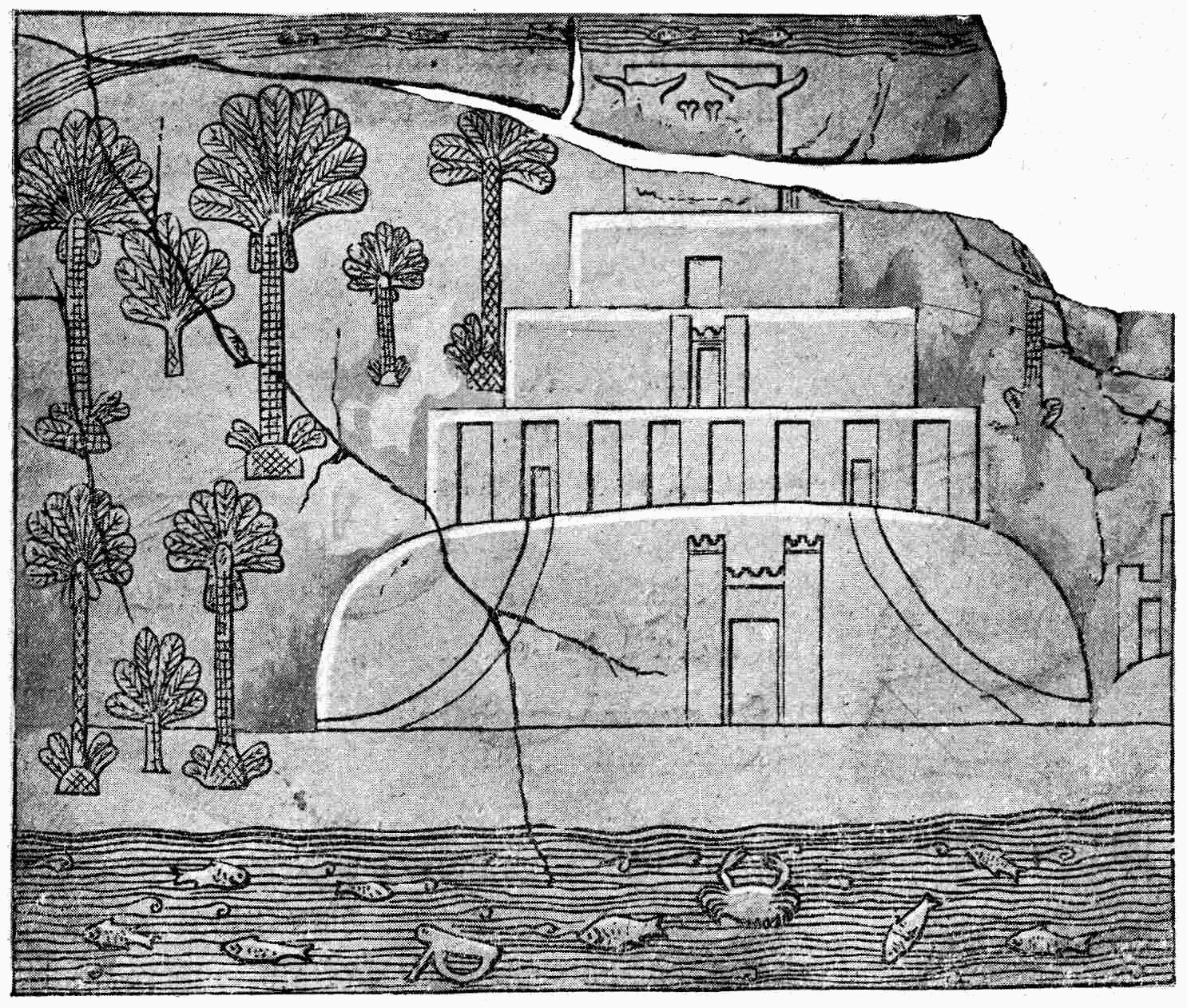
Зображення Етеменанкі на ассирійському барельєфі
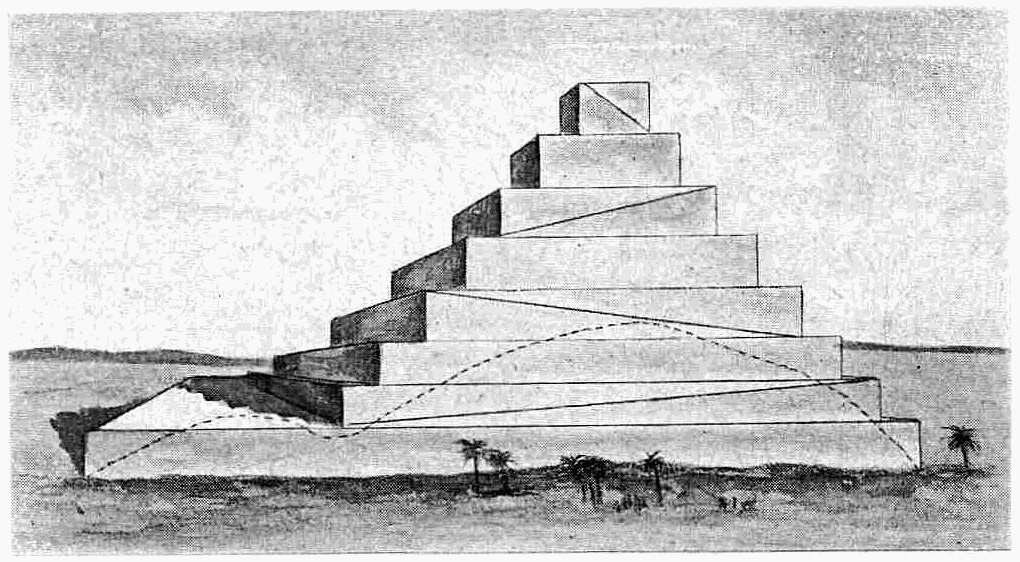
Графічна реконструкція зикурату Етеменанкі — Ілюстрація до книги «Людина і Земля» (т.1)[4] Жан Жак Елізе Реклю
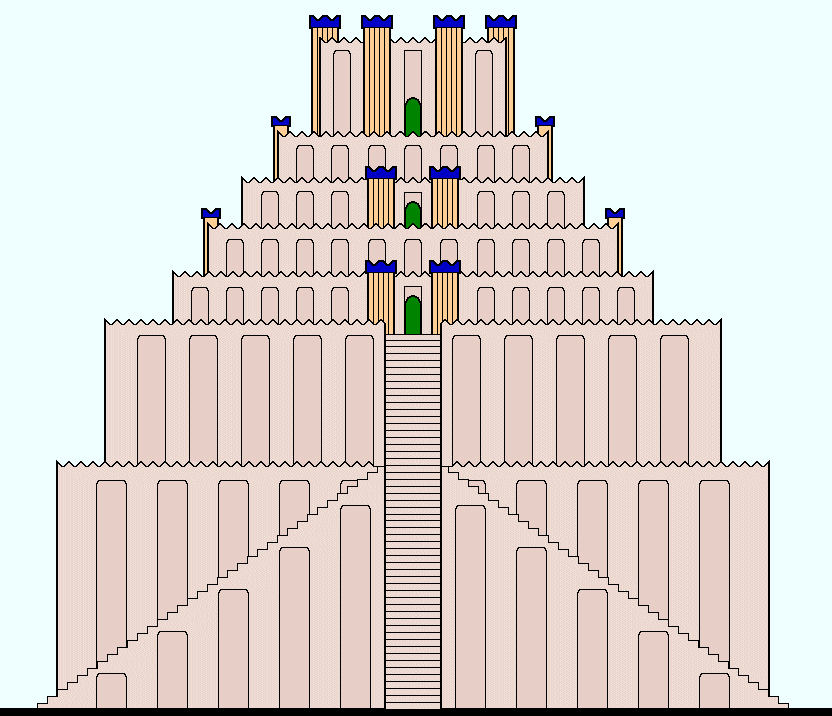
Реконструкція Етеменанкі